# Condado de Davis (Iowa)
O Condado de Davis é um dos 99 condados do estado norte-americano do Iowa. A sede do condado é Bloomfield, que é também a sua maior cidade. O condado tem uma área de 1308 km² (dos quais 4 km² estão cobertos por água), uma população de 8541 habitantes, e uma densidade populacional de 7 hab/km² (segundo o censo nacional de 2000). O condado foi fundado em 1843 e recebeu o seu nome em homenagem ao congressista e senador do Kentucky Garrett Davis.